# Il falcone
Il falcone (Banovic Strahinja) è un film del 1982 diretto da Vatroslav Mimica.

## Trama
Medioevo. Un villaggio viene assalito da un'orda di predoni, introdottosi con un espediente: la strage è inevitabile. Solo una giovane ragazza viene risparmiata e rapita. La fanciulla, promessa sposa a un giovane feudatario confinante, è costretta a seguirli, destinata all'harem del tenebroso capo.